# Перша облога Варшави (1794)
Облога Варшави — облога міста під час повстання Костюшка з 13 липня по 6 вересня 1794 року.

## Сторони конфлікту
Навесні 1794 року Варшава приєдналася до повстання Тадеуша Костюшка. Королівство Пруссія і Російська імперія відправили свої війська для придушення повстання та взяття цього стратегічно важливого пункту.
Попередні зіткнення 9 і 10 липня на західних околицях міста (біля Ґолкува та Рашина), через подвійну перевагу сил противника змусили Костюшко відійти до лінії укріплень Варшави де він мав намір захищати столицю з укріплених таборів, розташованих із зовнішнього боку міських укріплень, які були спішно розширені. Місто захищали 17 тис. чоловік регулярної піхоти, 15 тисячне міське ополчення, 18 тис. селян і 140 гармат.
Варшавському гарнізону протистояли з боку Пруссії, 40 батальйонів піхоти, 60 кавалерійських ескадронів і 100 гармат під особистим командуванням Фрідріха Вільгельма II (загалом 30 000 солдатів), які розгорнулися між Вавжишевом, Горцем і Щеслівіце. Пруссаків підтримував 13-тисячний російський корпус з 13000 солдатів під командуванням Германа фон Ферзена, які стояли між Раковом, Служевом і Вілановом.

## Хід бою
Очікуючи важкої артилерії з Грудзьондз, пруссаки та росіяни почали тривалу облогу. Завдяки добре укріпленим оборонним позиціям польські втрати були незначними, а наступ прусської армії було фактично зупинено. Наприкінці липня увага прусів була зосереджена на районі Воля, яку захищав ген. Юзеф Зайончек до 27 липня.
26 серпня, пруссаки за відсутності князя Юзефа Понятовського, який командував захистом, після запеклих боїв захопили райони Шведські Гурки та Вавжишев.
28 серпня сильна прусська атака на Повонзки і Марімонт, яку захищав Ян Генріх Домбровський і підтримував Костюшко, була зламана. Це був останній великий штурм польських позицій.
6 вересня, дізнавшись про початок повстання у Великопольщі, прусський король зняв облогу. Під час боїв на підступах до Варшави прусська армія зменшилася до 18 тис., вона втратила майже половину свого початкового складу. Пруссаки відійшли до Великопольщі, а росіяни рушили за Пілицю.